# غول عمرين (الحد)

تعديل مصدري - تعديل

غول عمرين هي إحدى قرى عزلة الحد بمديرية الحد التابعة لمحافظة لحج، بلغ تعداد سكانها 198 نسمة حسب تعداد اليمن لعام 2004.